# Малая Песочная
Малая Песочная — река в Московской области России, правый приток Большой Смедовы.
Протекает в северо-западном направлении по территории городских округов Зарайск и Озёры.
Берёт начало у деревни Никольское, в 9 км северо-восточнее станции Богатищево Павелецкого направления Московской железной дороги; впадает в Большую Смедову в 10 км севернее этой же станции, ниже села Фроловского. Длина — 11 км.
Питание в основном происходит за счёт талых снеговых вод. Замерзает обычно в середине ноября, вскрывается в середине апреля:7—8. Эта живописная лесная речка с редкими сосновыми перелесками популярна у туристов. На реке также расположены населённые пункты Чернево и Гремячево.